# Municipio de Beach
El municipio de Beach (en inglés: Beach Township) es un municipio ubicado en el condado de Golden Valley en el estado estadounidense de Dakota del Norte. En el año 2010 tenía una población de 157 habitantes y una densidad poblacional de 0,58 personas por km².

## Geografía
El municipio de Beach se encuentra ubicado en las coordenadas 46°53′33″N 103°57′17″O / 46.89250, -103.95472. Según la Oficina del Censo de los Estados Unidos, el municipio tiene una superficie total de 271.97 km², de la cual 271,72 km² corresponden a tierra firme y (0,09 %) 0,25 km² es agua.

## Demografía
Según el censo de 2010, había 157 personas residiendo en el municipio de Beach. La densidad de población era de 0,58 hab./km². De los 157 habitantes, el municipio de Beach estaba compuesto por el 91,08 % blancos, el 2,55 % eran afroamericanos, el 3,82 % eran amerindios, el 0,64 % eran de otras razas y el 1,91 % eran de una mezcla de razas. Del total de la población el 7,64 % eran hispanos o latinos de cualquier raza.